# St. Nikolaus (Nürburg)

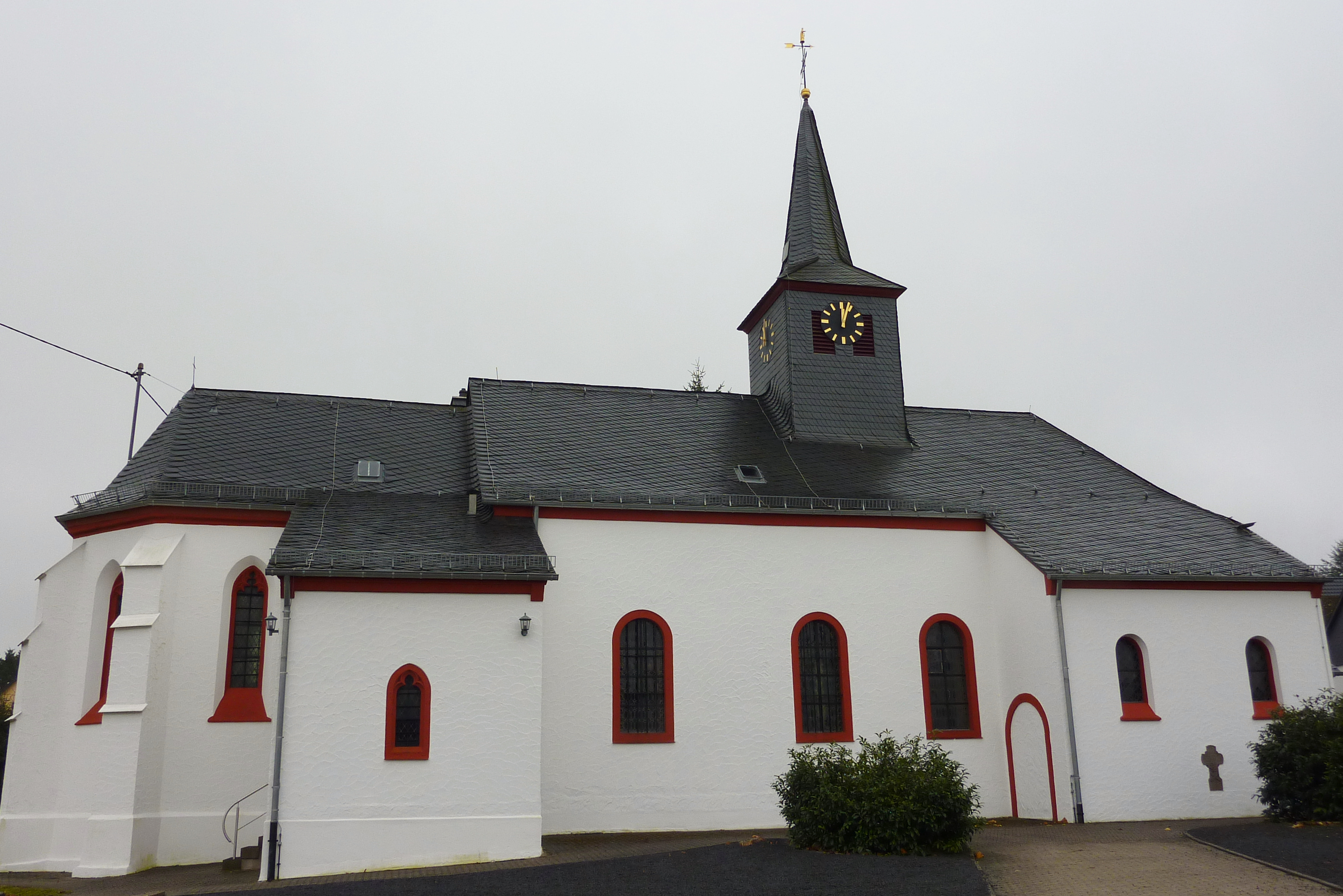
Kirche St. Nikolaus, Ansicht von Süden

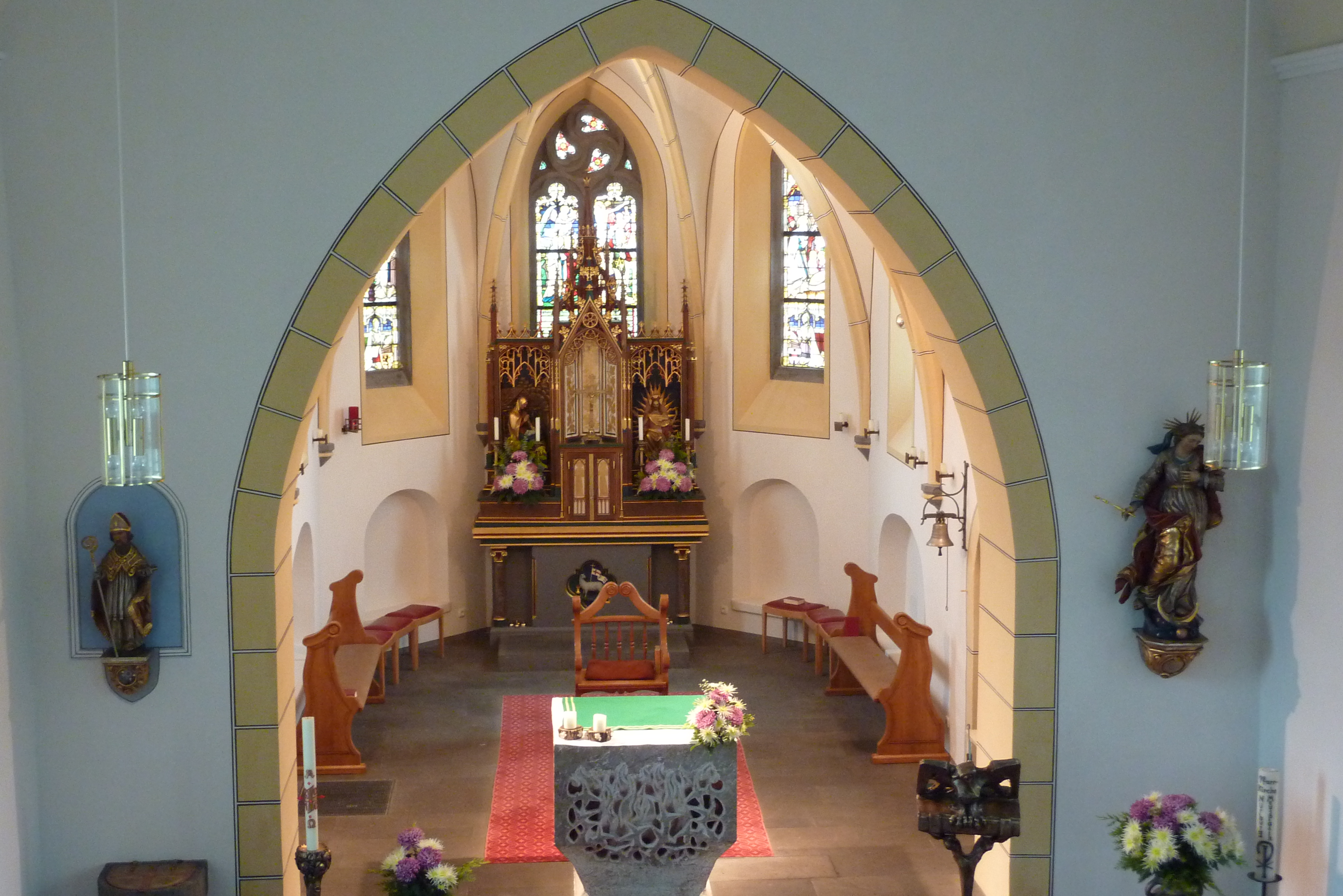
Gotischer Chor

Die katholische Pfarrkirche St. Nikolaus in Nürburg, einer Ortsgemeinde im Landkreis Ahrweiler in Rheinland-Pfalz, wurde im 15. Jahrhundert errichtet und in der Zeit des Barocks verändert. Sie befindet sich zentral gelegen in der Hauptstraße.

## Geschichte
Bereits 1202 wird urkundlich ein Gotteshaus in Nürburg erwähnt, das dem hl. Nikolaus geweiht war.

## Architektur
Der gotische Chor stammt aus dem 15. Jahrhundert und besitzt in seinem Gewölbe drei Schlusssteine mit den Wappen des Erzbistums Köln und der Grafen von Virneburg, sowie das Nürburger Wappen. Der Dachstuhl des Chors wird auf das Jahr 1444 datiert.
An den Chor schließt sich das barocke Langhaus an, das 1953 verlängert wurde.

## Kirchenfenster

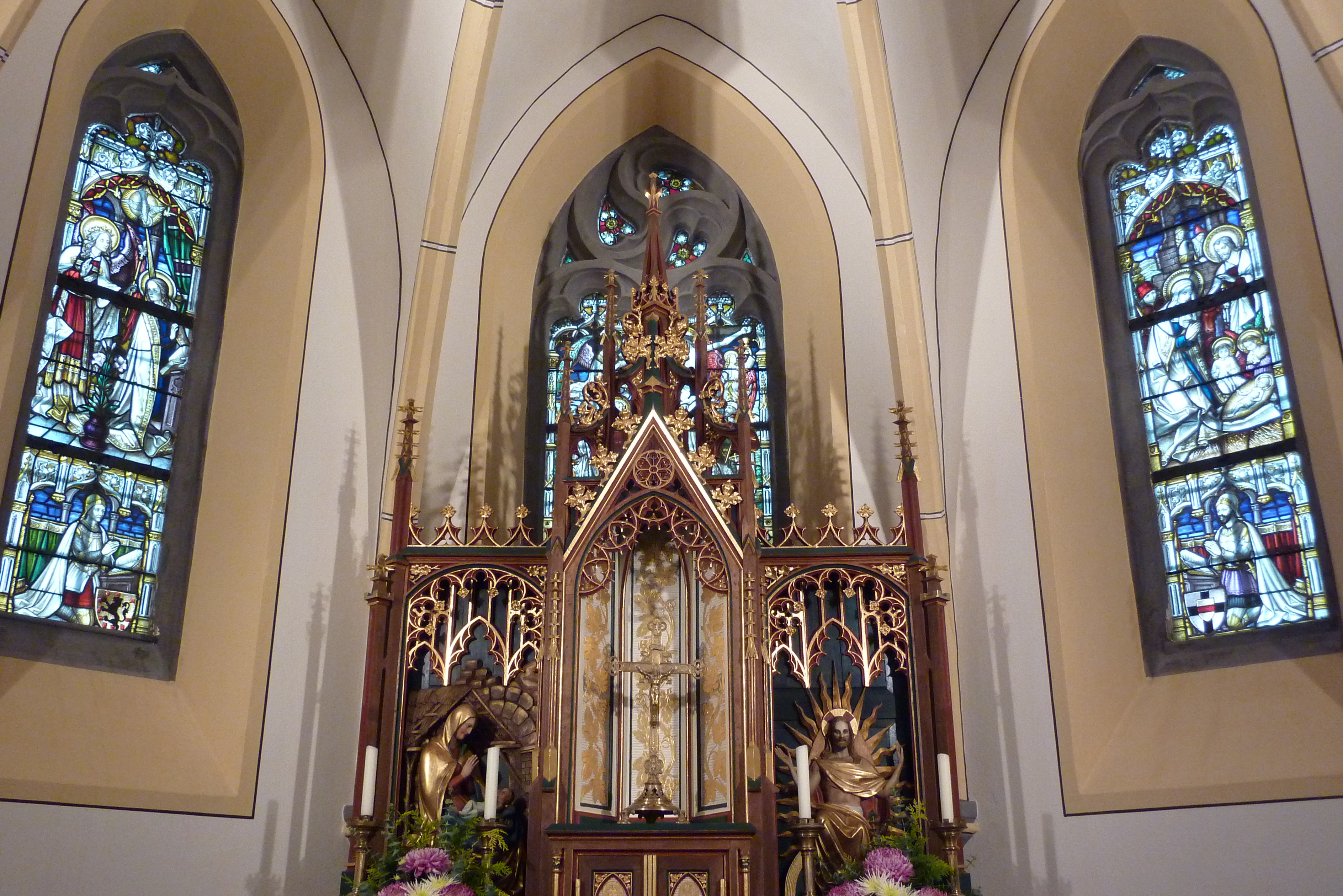
Chorfenster

Die ältesten Fenster befinden sich im Chor, sie wurden vor dem Ersten Weltkrieg geschaffen. Die drei kräftig bunten Bleiglasfenster zeigen die Mariä Verkündigung (linkes Fenster), die Kreuzigung Christi (mittleres Fenster) und die Geburt Christi (rechtes Fenster). Die äußeren Fenster zeigen im unteren Teil Ritter mit ihren Wappen, die vor einem Betpult knien.

## Ausstattung
Der neogotische Hochaltar entstand im 19. Jahrhundert und besitzt einen reich verzierten Tabernakel. Der Zelebrationsaltar wurde 1976 von dem Adenauer Künstler Georg Gehring geschaffen. Er stellt den brennenden Dornbusch als Zeichen der Gegenwart Gottes dar.
Das Taufbecken von 1660 gehört zu den ältesten Ausstattungsstücken der Kirche, die Statuen folgender Heiliger besitzt: Maria, Nikolaus, Elisabeth von Thüringen und Stephanus.

## Eingangstür

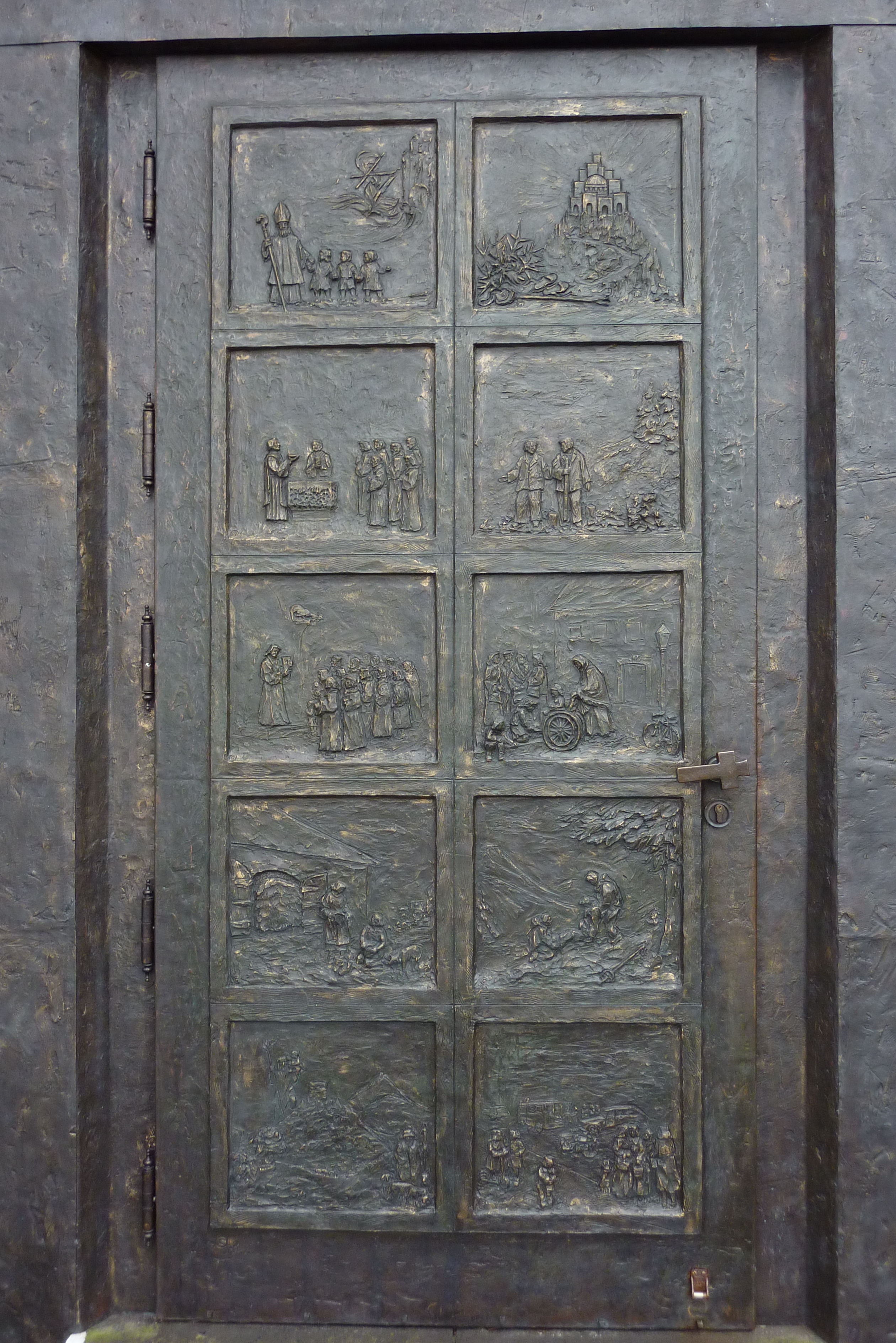
Portal mit Szenen aus dem Leben des heiligen Nikolaus

Das Portal, das 2007 aus Bronze gegossen wurde, zeigt auf der Außenseite Szenen aus dem Leben des heiligen Nikolaus und auf der Innenseite die Streckenführung des Nürburgrings, die Pfarrkirche St. Nikolaus, die Kapelle in Meuspath, das ehemalige Pfarrhaus und die Nürburg.

## Glocken
Von den Glocken ist ein dreistimmiges Bronzegeläut der Firma Ulrich aus Apolda hervorzuheben, das aus dem Jahr 1928 stammt.